# Guardian (film)
Guardian è un film del 2001 diretto da John Terlesky.

## Trama
La città di Los Angeles è scossa da un'escalation di violenza, sulla quale il detective della Polizia di Los Angeles ed ex Marine John Kross, affiancato dal suo collega Carpenter, indaga. Individuata la causa in un nuovo farmaco chiamato "Chaos", il detective scopre che questo è collegato ad potere soprannaturale scatenatosi durante la Guerra del Golfo, già incontrato dal detective Kross dodici anni prima. Per poter salvare la città, Kross deve lottare anche contro i propri demoni personali in una continua lotta contro il tempo.